# Kira Hedgeland
Kira Hedgeland (1998) es una deportista australiana que compite en triatlón. Ganó una medalla de bronce en el Campeonato de Oceanía de Triatlón de 2021.

## Palmarés internacional
| Campeonato de Oceanía | Campeonato de Oceanía    | Campeonato de Oceanía | Campeonato de Oceanía |
| Año                   | Lugar                    | Medalla               | Prueba                |
| --------------------- | ------------------------ | --------------------- | --------------------- |
| 2021                  | Port Douglas (Australia) | Medalla de bronce     | Individual            |